# 留里克·罗斯季斯拉维奇
留里克·罗斯季斯拉维奇（俄语和乌克兰语：Рюрик Ростиславич，?—1215年）是大诺夫哥罗德王子，基辅大公、切尔尼戈夫王公。

## 生平
留里克是基辅大公罗斯季斯拉夫一世·姆斯季斯拉维奇的儿子，因继承权的争端而先后不下七次成为基辅罗斯大公，又七次被废黜。1182年，留里克与斯维亚托斯拉夫·弗谢沃洛多维奇达成共识，共同治理基辅罗斯，1194年，斯维亚托斯拉夫·弗谢沃洛多维奇逝世，留里克成为唯一的大公。1199年，罗曼二世废黜了留里克。
留里克在切尔尼戈夫短暂统治了一段时间，还在这里建成了屹立至今的Pyatnytska教堂。1203年，留里克与亲戚和库曼人一同反击基辅，将城市洗劫一空。1205年，罗曼二世逝世，留里克此前于1204年被软禁入修道院，出家为僧。后来违背宗教誓言，还俗重登王位。
留里克的表兄弟弗谢沃洛德·斯维亚托斯拉维奇认定曾经出家的留里克无权再当世俗王公，于是他於1206、1207以及1211年三度袭击基辅，三度成为大公。留里克最终被弗谢沃洛德·斯维亚托斯拉维奇抓获，並最終在切尔尼戈夫死于狱中。
留里克的妻子是圖羅夫的安娜，二人所生的孩子中就有未来的基辅大公罗斯季斯拉夫二世以及弗拉基米尔四世。